# Élections régionales de 2011 à Madère
Les élections régionales de 2011 (en portugais : Eleições legislativas regionais na Madeira em 2011) se sont tenues le 9 octobre 2011 à Madère afin d'élire les 47 députés de l'Assemblée législative.

## Résultats
| Partis                   | Partis                                | Voix    | %     | Sièges | +/-           |
| ------------------------ | ------------------------------------- | ------- | ----- | ------ | ------------- |
|                          | Parti social-démocrate (PPD/PSD)      | 71 561  | 48,57 | 25     | 8             |
|                          | CDS – Parti populaire (CDS-PP)        | 25 975  | 17,63 | 9      | 7             |
|                          | Parti socialiste (PS)                 | 16 942  | 11,50 | 6      | 1             |
|                          | Parti travailliste portugais (PTP)    | 10 115  | 6,87  | 3      | Nv.           |
|                          | Coalition démocratique unitaire (CDU) | 5 546   | 3,76  | 1      | 1             |
|                          | Parti de la nouvelle démocratie (PND) | 4 825   | 3,27  | 1      | en stagnation |
|                          | Personnes - Animaux- Nature (PAN)     | 3 134   | 2,13  | 1      | Nv.           |
|                          | Mouvement du parti de la Terre (MPT)  | 2 839   | 1,93  | 1      | en stagnation |
|                          | Bloc de gauche (BE)                   | 2 512   | 1,70  | 0      | 1             |
|                          | Votes blancs                          | 1 088   | 0,74  |        |               |
|                          | Votes nuls                            | 2 800   | 1,90  |        |               |
|                          |                                       |         |       |        |               |
| Total                    | Total                                 | 147 337 | 100   | 47     | en stagnation |
| Abstentions              | Abstentions                           | 109 418 | 42,62 |        |               |
| Inscrits / participation | Inscrits / participation              | 256 755 | 57,38 |        |               |